# 27736 Ekaterinburg
27736 Ekaterinburg este un asteroid din centura principală de asteroizi.

## Descriere
27736 Ekaterinburg este un asteroid din centura principală de asteroizi. A fost descoperit pe 22 septembrie 1990 la Observatorul La Silla de Eric Walter Elst. Asteroidul prezintă o orbită caracterizată de o semiaxă mare de 3,14 ua, o excentricitate de 0,33 și o înclinație de 11,3° în raport cu ecliptica.